# Selina Ströbele
Selina Ströbele (* 5. September 1987 in Friedrichshafen) ist eine deutsche Schauspielerin.

## Leben
Selina Ströbele wuchs in Markdorf (Baden) auf. Bereits als Kind stand sie in Kindermusicals auf der Bühne und erhielt eine langjährige Gesangsausbildung sowie Geigen- und Tanzunterricht.
Es folgte ein Studium der Theater-, Film- und Medienwissenschaft an der Universität Wien, welches Ströbele 2010 mit dem Bachelor abschloss. Parallel dazu sprach sie an Schauspielschulen vor und sammelte Theatererfahrungen in diversen Positionen, u. a. als Regieassistentin und Inspizientin. Von 2009 bis 2012 absolvierte sie ihre Schauspielausbildung an der Schauspielschule Krauss.

## Theater
Bereits während ihrer Ausbildung spielte Ströbele am Kosmos Theater sowie im Theater Drachengasse und wurde für Babett Arens’ Inszenierung von Nachtasyl (M. Gorki) am Theater zum Fürchten engagiert. Sowohl Nachtasyl als auch die nachfolgende Produktion Der Selbstmörder (N. Erdman, Regie: Bruno Max) waren für den NESTROY als beste Off-Produktion nominiert. Für ihre Darstellung der Nastja in Nachtasyl wurde Ströbele außerdem mit dem Stadttheaterdrachen für das „Interessanteste Debut der Saison“ ausgezeichnet.
In den folgenden Jahren spielte Ströbele fast durchgehend am Theater zum Fürchten und übernahm dabei mehrere Hauptrollen, u. a. Imogen (Cymbeline/ Shakespeare), Jelena (Onkel Wanja/ Tschechow), Mary Bland (Eating Raoul nach dem Film von Paul Bartel), Desdemona (Othello/ Shakespeare) oder Mimi (Das Leben der Bohème/ nach Kaurismäki).
Weitere Rollen an diversen anderen Häusern waren unter anderem Lady de Winter in Die drei Musketiere von Alexandre Dumas in der Kulturszene Kottingbrunn, die Titelrolle in Nestroys Lumpacivagabundus (Tournee mit dem Theaterwagen der Komödienspiele Porcia) sowie Dona Angela in Hugo von Hofmannsthals Dame Kobold im Sommertheater Schloss Sitzenberg.
Zur österreichischen Erstaufführung von Martin Crimps Die Stadt am Theater Kosmos in Bregenz, in der Ströbele die Krankenschwester Jenny verkörperte, schrieb Peter Niedermair: „Alle schauspielerischen Leistungen sind grandios (...) sie alle brillieren in diesem Stück, das für mich zu einem der besten zählt, das ich je auf der Bühne hier in Vorarlberg gesehen habe.“
Wichtig war für Ströbele die Rolle der Wanda im Zwei-Personen-Stück Venus im Pelz (David Ives) im Theater Spielraum. Michaela Preiner bemerkte dazu in den European Cultural News: “Selina Ströbele brilliert in dieser Rolle vom Anfang bis zum Schluss (...) Es macht unglaublich Spaß, dem ungezählten Charakterswitch von Ströbele zu folgen. Innerhalb von Zehntelsekunden verwandelt sie sich vom männermordenden Vamp in ein Dämchen, das jedem einzelnen Klischee einer naiven Schauspielerin entspricht – und umgekehrt.”

## Musiktheater
Wiederholt trat Ströbele auch in Musicals auf, z. B. in der weiblichen Hauptrolle der Aldonza in Der Mann von La Mancha (Kulturszene Kottingbrunn) oder als Titelrolle in Georg Kreislers „Heute Abend: Lola Blau“ – Ein Musical für eine Schauspielerin, welche sie 2018 erstmals bei den Festspielen Wangen im Allgäu spielte und mit der sie in den Folgejahren auf verschiedenen Bühnen in Süddeutschland und Österreich gastierte. Gemeinsam mit Rafael Wagner am Klavier erhielt sie durchwegs gute Kritiken, etwa von der Schwäbische Zeitung: „Lola Blau ist überwältigend“ und des Südkuriers: “Kreislers 'Lola Blau' begeistert”.
2018 wurde Selina Ströbele erstmals als Gastsolistin für eine Schauspielrolle an die Wiener Staatsoper engagiert und verkörperte Die Frau aus dem Fluss in der Uraufführung von Die Weiden. Im Jahr darauf folgte das zweite Engagement, diesmal als singende Gastsolistin in der Rolle einer Schauspielerin in der Uraufführung von Olga Neuwirths Orlando.

## Film und Fernsehen
Seit Beginn ihrer Schauspiellaufbahn dreht Selina Ströbele einige Kurzfilme und besuchte wiederholt Filmworkshops. Für die Rolle der Konzertmeisterin in ihrem ersten Kinofilm, Mother’s Baby (Johanna Moder, Arne Kohlweyer) eignete sie sich das Geigespielen wieder an.

## Sonstiges
Von 2018 bis 2020 absolvierte Ströbele berufsbegleitend ein Masterstudium in Angewandte Dramaturgie an der Universität für Musik und Darstellende Kunst in Wien. Für ihr Theaterstück Trolle in Troja wurde sie mit dem Dramatikstipendium der Stadt Wien ausgezeichnet. Als Moderatorin war Ströbele mehrfach bei den Video und Filmtagen – Festival für jungen Film und bei den Schreibwettbewerben zeilen.lauf und schreib.art tätig.
Ströbele engagiert sich immer wieder im sozialen oder politischen Kontext, z. B. mit der Gründung der Frauengruppe Sadiqa (arabisch für "Freundin"). Im FALTER initiierte sie 2017 einen Artikel zum Thema #MeToo am Theater und äußerte sich auch später medial wiederholt zu feministischen Themen.

## Privates
Selina Ströbele lebt in Wien. Gemeinsam mit dem Sprecher und Komponisten Rafael Wagner hat sie eine Tochter (* 2019).

## Werke
- Ströbele, Selina: “Aus dem Takt” (Kurzgeschichte)[15]
- Trolle in Troja (Theaterstück, 2021)

## Auszeichnungen
- 2012 Nestroy-Theaterpreis – Nominierung für "Nachtasyl" als beste Off-Produktion (Regie: Babett Arens)
- 2012 Stadttheaterdrachen in der Kategorie „Interessantestes Debut der Saison 2011/12“ für die Darstellung der Nastja in "Nachtasyl"
- 2013 Nestroy-Theaterpreis – Nominierung für "Der Selbstmörder" als beste Off-Produktion (Regie: Bruno Max)
- 2020 Longlist des Literaturpreises "Gesund schreiben" der Wiener Ärztekammer
- 2023 Nominierung für "Teichrose" als beste Schauspielerin, Sommertheater Schloss Sitzenberg